# Unión Deportiva Tamaraceite
La Unión Deportiva Tamaraceite es un club canario del histórico barrio de Tamaraceite en el municipio de Las Palmas de Gran Canaria, España. Fue fundado en el año 1966. Actualmente milita en la Tercera Federación. Sus partidos como local los juega en el campo de fútbol Juan Guedes.

## Historia
Es uno de los equipos históricos del municipio capitalino de Las Palmas de Gran Canaria, fundado en 1966.
La U. D. Tamaraceite vivió sus mejores años en la década de los 80 con la refundación del grupo insular de tercera división en la temporada 1980-81. El conjunto grancanario ascendió primero en la Interinsular Preferente de Las Palmas, participando en la segunda edición de la tercera división Canaria temporada 1981-82, con unas temporadas irregulares siempre rozando el descenso, el cual acabó consumando tres temporadas después en la temporada 1983-84.
En los siguientes 30 años no consiguió volver a dichas categorías, militando entre 1.ª Regional y 2.ª Regional de Gran Canaria, hasta que el 24/03/2017, 33 años después de su descenso, ascendió matemáticamente a la Interinsular Preferente de Las Palmas a falta de 6 jornadas, ganando 3 a 0 al C.D. San Isidro.
Al año siguiente, en la temporada 2017-18 y acumulando solo 3 temporadas en Preferente, consiguió el campeonato provincial por segunda vez en la historia, siendo la primera en la temporada 1980-81 y ascendiendo a la tercera división de España por segunda vez en su historia; consiguió el ascenso ante el  R. C. Victoria (uno de los 5 fundadores de la U. D. Las Palmas) el cual iba ganando 0-2, pero la U. D. Tamaraceite no falló en su fortín Juan Guedes, finalizando con victoria 4-2.
En la temporada 2018-19 la U. D. Tamaraceite tras acabar primera en su grupo de tercera división logró clasificarse para disputar por primera vez en su historia la Copa del Rey. El sorteo del torneo realizado el día 17 de noviembre de 2019 en la sede de la Federación Española de Fútbol en la Ciudad del Fútbol de Las Rozas deparó que el primer rival en la historia de la U. D. Tamaraceite en Copa del Rey sería la histórica U. D. Almería. Desgraciadamente en la disputa de los playoff por el ascenso a Segunda División B de España fue eliminado por el S. C. R. Peña Deportiva, para posteriormente perder en 2.º ronda.

### Antecedente: el Club Deportivo Porteño (1910-1966)
En la década de 1910 se fundó en el puerto de la capital un equipo llamado Club Deportivo Porteño. Uno de sus primeros partidos fue contra el Marino C. F. (uno de los 5 fundadores de la Unión Deportiva Las Palmas); el partido duró 2 largas horas, decidiendo los respectivos capitanes la finalización del encuentro con empate al marcador. En 1913 los dos equipos volvieron a enfrentarse con un contundente 0-7 a favor del Marino. Poco tiempo después se enfrentó a un equipo inglés, ganando el Porteño con un 5-0 al team Bonanza. En 1916 quedó campeón insular de Gran Canaria al ganar 1-0 al Marino C. F., teniendo que competir contra el campeón de Tenerife el Sporting Club de Tenerife, abandonando el partido antes del final debido al mal arbitraje.
Poco después, con ayuda de aficionados y vecinos se hizo el sencillamente nombrado "Campo del Porteño". En 1923 se enfrentó al club escocés Raith Rovers, perdiendo 0-4 por un mal día del portero porteñista. En 1924 tuvo su primer encuentro nacional contra el Club Natación Alicante, superando los alicantinos con un 3-1; además se enfrentó al Sevilla C. F., empatando 0-0. Ya dos años más tarde, en 1926, el Porteño perdió a dirigentes importantes, decidiendo fusionarse con el Real Club Victoria. Ya con la fusión del RC Victoria a la U. D. Las Palmas, el C. D. Porteño decidió refundarse. Poco tiempo después, en 1958, el Porteño abandonó la costa para adentrarse en la isla, específicamente al barrio histórico de Tamaraceite, donde ya se encontraban equipos como Luz y Vida, Sporting y Cervantes, entre otros. Comenzó a competir en campos de la zona hasta que en 1962 se inauguró el Juan Guedes, estadio del que nunca se separaría. Dos años después en la temporada 1963-64 ya comenzaron a dejar de llamarle C. D. Porteño, empezando a llamarle Tamaraceite, hasta que en 1966 se oficializa el nombre de Unión Deportiva Tamaraceite.

### Inicios (1966-1980)
Ya con el nombre de Unión Deportiva Tamaraceite siguió compitiendo en los campeonatos insulares donde participaba el C. D. Porteño. En estos campeonatos solo se participaba a nivel insular debido a que la RFEF reconocía como equipos amateurs a los canarios (salvo al C. D. Tenerife y U. D. Las Palmas), impidiendo que pudieran ascender a categorías nacionales, pero después de 14 años de la fundación de la U. D. Tamaraceite, las categorías de Tercera e inferiores fueron reorganizadas por la nueva organización territorial de España, dándole a Canarias un grupo en la tercera división de España, el grupo XII, para la temporada 1980-81 y quedando organizado el fútbol regional de Gran Canaria en segunda regional Gran Canaria, primera regional Gran Canaria e Interinsular Preferente Las Palmas, categoría donde empezaría la U. D. Tamaraceite la campaña 1980-81.

### Los años 80 (1980-1985)
Fue la mejor etapa de la historia de la U. D. Tamaraceite en todo el siglo XX, en la cual logró el campeonato Preferente en la temporada 1980-81, ascendiendo a tercera división, donde duró 3 temporadas no muy buenas (sus tres únicas temporadas en esta categoría hasta la temporada 2018-19). En la siguiente temporada después del descenso, 1984-85, acabó en la mitad de la tabla (11.º), pero aun así dejó de competir dos años acabando con sus 5 bonitas pero efímeras temporadas con los grandes del fútbol canario.

### Intentando no caer al pozo (1987-1996)
Después de dos temporadas sin participación, el Tamaraceite volvió en la segunda regional Gran Canaria, ascendiendo en esa misma temporada 1987-88 en segunda posición. En su debut en la Primera Regional Gran Canaria no logró realizar una buena temporada, volviendo a 2.ª Regional, al igual que dos temporadas atrás, ascendió 2.º, siendo la "mejor" época de este período durando tres temporadas en 1.ª Regional, consumando su descenso en la temporada 1995/96 después de un período en el cual estuvieron 3 temporadas en 2.ª Regional y 6 en 1.ª Regional, comenzando una terrible época para este equipo histórico capitalino.

### En el pozo ¿y el fin? (1996-2010)
Después del descenso la U. D. Tamaraceite tuvo un período muy complicado en el cual pocas veces pudo disputar el ascenso a primera regional. 5 temporadas en segunda regional con goleadas terribles como el 13-0 en contra que le endosó la AD Huracán hicieron tocar fondo al Tamaraceite, pero después de estos 5 años se proclamó campeón en la temporada 2000-01. En la 2001-02, la U. D. Tamaraceite consiguió una de sus mejores clasificaciones en 1.ª Regional, quedando 4.º a las puertas del ascenso, pero esta gran temporada solo fue un espejismo de los malos momentos que llegaban. En la temporada siguiente descendieron a 2.ª Regional, estando otros 5 años en el pozo, con otras temporadas para olvidar ascendiendo al igual que la última vez en la quinta temporada 2007/08 pero no consiguiendo mantenerse. Viéndose ya varios problemas en el club, en la temporada 2009-2010 la U. D. Tamaraceite acaba 12.º, después de una etapa en la cual disputaron solo 3 temporadas en 1.ª Regional, 11 duras temporadas en 2.ª Regional y finalmente con más de 40 años a sus espaldas, este club histórico se retiró de todas las categorías sin saber nada más de él, pareciendo ser el fin del equipo.

### Vuelve el histórico, U. D. Tamaraceite (2015-presente)
Cinco años después, Héctor Ramírez tuvo una conversación con su hermano Miguel Ángel Ramírez, presidente de la U. D. Las Palmas, para retomar ese legendario club de sus infancias, gracias a eso en la temporada 2013-14 en club retomó las categorías inferiores (benjamín, alevín, infantil, cadete y juvenil). Dos años después, con una gran propuesta, la U. D. Tamaraceite regional volvió en la categoría más baja a nivel regional, Segunda Regional Aficionado-Gran Canaria temporada 2015-16; su debut fue el 19 de septiembre de 2015 contra el C. F. Unión Viera "B" con goles de Juan Andrés y Eros, ganando el partido 2-1, una victoria de muchas en una temporada que arrasaría con la segunda regional, siendo líder indiscutible consiguiendo 19 victorias, solo 3 empates y sin perder ni un partido, consiguiendo el ascenso directo a primera regional. Allí, en la temporada 2016-17, logró su segundo ascenso consecutivo. La U. D. Tamaraceite retornó a la Preferente 33 años después, la cual fue su 3.ª temporada en la Quinta División española y la segunda a nivel insular en sus 51 años de historia, además consiguió dos ascensos seguidos desde su vuelta al fútbol regional, algo que nunca había conseguido en todos sus años de vida.
El objetivo del Tamaraceite fue llegar a tercera división y establecerse en dicha categoría, pero su último escalón antes de su objetivo sería la Preferente, una categoría de lo más competitiva con rivales de gran nivel como Arucas C. F., C. D. Maspalomas, U. D. Telde, C. F. Unión Viera, R. C. Victoria y Vecinklubf C. F. (sucesor del desaparecido U. D. Vecindario). Después de una dura temporada en la cual hubo una lucha por el primer puesto entre la U. D. Tamaraceite y el C. F. Unión Viera, en la jornada 15 el Viera perdió y el Tamaraceite ganó 0-1 al RC Victoria, equipo frente al que celebrarían su ascenso 19 jornadas después. El Tamaraceite no volvió a bajarse de la primera plaza en toda la temporada, cabe destacar la presión ejercida también por el histórico Arucas C. F. y una sorprendente U. D. San Gregorio. Justo una vuelta después frente al ya citado R. C. Victoria, la U. D. Tamaraceite ganó 4-2 con remontada de un 0-2 incluida para así sellar su ascenso a la tercera división de España. En 3 temporadas la U. D. Tamaraceite pasó de volver a competir después de 5 años sin equipo regional en la segunda regional Séptimo nivel del fútbol español y nivel más bajo del fútbol canario a conseguir 3 ascensos consecutivos en los cuales se mantuvo invicto durante 61 partidos (estuvo más de 2 años sin perder), volviendo a la Tercera División de España 34 años después con 15 temporadas en segunda regional, 9 temporadas en primera regional y 1 temporada en Preferente Las Palmas.
En su vuelta a 3.º División tuvo una sorprendente temporada logrando el liderato desde la jornada 20, para coronarse con el campeonato del grupo insular con 67 puntos. En la ronda de campeones de los playoff a Segunda División B jugó contra el equipo ibicenco SCR Peña Deportiva con el cual empató en el Juan Guedes a 1 para después resistir con un 0 - 1 en Ibiza con el cual obtendría el ascenso, pero la suerte no estuvo de su parte y el jugador Samual Casais provocó un penalti en contra y su propia expulsión. Dicho penalti no fue desaprovechado por sus rivales obteniendo el empate de la eliminatoria y con un Tamaraceite mermado por la expulsión, el Peña Deportiva selló el tanto final en la prórroga para ganar la eliminatoria con un 3 - 2 global. 
En la temporada 2019-20, después de quedar cuarto en fase regular la cual fue finalizada a falta de 10 jornadas debido a la pandemia del covid-19, logró clasificarse para unos playoff improvisados debido al virus, en el cual se jugaría una eliminatoria entre los 4 equipos canarios. En las semifinales frente al campeón tinerfeño CD Marino consiguió una victoria 0 - 1 gracias a un tanto de cabeza del histórico excapitán de la U. D. Las Palmas David García. En la final en un derbi ente el norte y sur de la isla se dio una remontada en la segunda parte del encuentro gracias al doblete del onubense López Silva, logrando un 2 - 1 frente a la U. D. San Fernando con el cual se proclamó ganador del playoff por el título, consiguiendo el ascenso a la Segunda División B por primera vez en su historia.
Respecto a la reformada Copa del Rey 2019-20 se consiguió un sobresaliente debut en el cual se eliminó en la prórroga 3 - 2 a la U. D. Almería que competía en Segunda División de España. Cayendo en la 2.ªRonda en un disputado partido por 0 - 1 frente al Granada C. F. que ese mismo año se clasificó para competiciones europeas.
La temporada 2020-21 se vio marcada por la reformas de las categorías españolas en las cuales de decidió eliminar la Segunda División B y tercera división para instaurar las nuevas 1.ª RFEF, 2.ª RFEF y 3.ª RFEF que se asemejarían a las dos categorías desaparecidas. En esta última temporada de 2.ª B el Tamaraceite se vio situado en el subgrupo A del Grupo 4 junto a equipos andaluces y los demás canarios, en el cual podemos destacar a equipos como el decano del futbol español RC Recreativo de Huelva. Pese a que se le situaba como principal candidato al descenso gracias a un gran juego en el cual destacaba el juego de toque obtuvo un meritorio 5.º puesto con el que aseguraba su clasificación a la 2.ª RFEF con una posibilidad de ascenso a 1.ª RFEF en caso de situarse entre las 2 primeras posiciones en la siguiente ronda. En la 2.ª Fase para el ascenso a 1.ª RFEF pese a que tuvo opciones hasta la última jornada no se dieron los resultados y no logró imponerse al Real Murcia C. F.. Situándose finalmente 5.º con 33 puntos y únicamente 5 derrotas pero con demasiados empates sumando 12 en su haber.
En la temporada 2021-22 con la recientemente creada 2.ªRFEF el Tamaraceite se vio ubicado en el Grupo IV con los demás equipos canarios, los extremeños, andaluces occidentales y el equipo ceutí. La temporada no comenzaba con buen pie para el equipo debido a la marcha de su entrenador Chus Trujillo a uno de los rivales, la A. D. Ceuta F. C. y la salida de jugadores importantes, de la talla de David García, Alberto Rodríguez y Samuel Casais al propio Ceuta. El comienzo de temporada comenzó de forma trepidante con un 3-4 en contra frente a la U. D. San Fernando, comenzando con mal pie perdiendo contra un rival recién ascendido y continuando las diferentes jornadas con resultados desfavorables. No fue a la jornada 13 que el Tamaraceite logró obtener su primer triunfo frente al Xerez D. F. C. y pese a lograrse una buena racha como local no fue lo suficientemente larga como para lograr mantener la categoría, incluso acabando como colista del grupo pese a la sorprendente victoria en la última jornada 1-7 frente a la U. D. Montijo descendiendo a la 3.ªRFEF, siendo el primer descenso del club desde 2009, es decir, más de 13 años después.

## Rivalidades
La mayor rival del club es la que tenía con el ya desaparecido Atlético Tenoya, entre sus dos campos había una mínima distancia de 600 m. Las ruinas del campo de los Giles aún se mantienen en pie después de que el Tenoya desapareciese en 2009.
Además tenía otra  gran rivalidad con la U. D. Las Torres debido a su cercanía. Por la ausencia de la U. D. Tamaraceite, en estos últimos años no han disputado partidos entre ellos. Su último partido fue el 12 de abril de 2009 en la jornada 31 de 1.ª Regional en temporada 2008/09, en la cual la U. D. Las Torres se proclamó vencedor con un 1-2 y ese mismo año la U. D. Tamaraceite descendería a la división más baja del fútbol canario, aunque se puede adjudicar como último partido el disputado el 31 de enero de 2010 entre U. D. Tamaraceite y U. D. Las Torres "B" en la jornada 17 de 2.ª Regional en la temporada 2009-10, ganando la U. D. Tamaraceite por 4-1, pero esa misma temporada la U. D. Tamaraceite se retiraría a falta de 5 jornadas y tendrían que pasar 5 años para volver a ver a este equipo.

## Uniforme
- Local: Camiseta blanca, pantalón y medias azules.
- Visitante: Camiseta roja, pantalón y medias rojas.

## Organigrama deportivo

### Altas y bajas 2024-25
| Altas            | Altas   | Altas         | Altas             | Altas    | Altas  | Altas |
| Jugador          | Edad    | Posición      | Procedencia       | Contrato | Tipo   | Coste |
| ---------------- | ------- | ------------- | ----------------- | -------- | ------ | ----- |
| Isaac Hernández  | 24 años | Defensa       | CD Tenerife "B"   | 2025     | Libre  | 0 €   |
| Javier Afonso    | 22 años | Mediocampista | CD Tenerife "B"   | 2025     | Libre  | 0 €   |
| Uday González    | 34 años | Mediocampista | CF PP San Mateo   | 2025     | Libre  | 0 €   |
| Josemi García    | 24 años | Mediocampista | UD San Fernando   | 2025     | Libre  | 0 €   |
| David Ramírez    | 27 años | Mediocampista | CF PP San Mateo   | 2025     | Libre  | 0 €   |
| Andrés Rivero    | 22 años | Delantero     | CF Unión Viera    | 2025     | Libre  | 0 €   |
| Julio Rengel     | 25 años | Delantero     | CD Extremadura    | 2025     | Libre  | 0 €   |
| Cristian Galindo | 22 años | Portero       | UD Las Palmas "C" | 2025     | Cesión | 0 €   |
| Julen Reyes      | 22 años | Mediocampista | UD Las Palmas "C" | 2025     | Cesión | 0 €   |
| "Pitu" Viera     | 27 años | Mediocampista | Gokulam Kerala FC | 2025     | Libre  | 0 €   |
| Saúl Sánchez     | 27 años | Delantero     | UD San Fernando   | 2025     | Libre  | 0 €   |
| Mercado invernal |         |               |                   |          |        |       |
| Julen Pérez      | 25 años | Mediocampista | Inter Kashi FC    | 2025     | Libre  | 0 €   |

| Bajas            | Bajas   | Bajas         | Bajas             | Bajas           | Bajas | Bajas |
| Jugador          | Edad    | Posición      | Destino           | Tipo            | Cobro |       |
| ---------------- | ------- | ------------- | ----------------- | --------------- | ----- | ----- |
| David González   | 43 años | Mediocampista | Bandera de ?      | Fin de contrato | 0 €   |       |
| Aythami Álvarez  | 36 años | Defensa       | UDV Santa Brígida | Fin de contrato | 0 €   |       |
| Rubén Torres     | 22 años | Portero       | Bandera de ?      | Fin de contrato | 0 €   |       |
| Ale Pérez        | 37 años | Defensa       | Bandera de ?      | Fin de contrato | 0 €   |       |
| Pancho Cotos     | 29 años | Delantero     | Bandera de ?      | Fin de contrato | 0 €   |       |
| Abraham Noé      | 40 años | Delantero     | UDV Santa Brígida | Fin de contrato | 0 €   |       |
| Braulio López    | 37 años | Delantero     | Bandera de ?      | Fin de contrato | 0 €   |       |
| Jorge Pérez      | 21 años | Mediocampista | UD Las Palmas "C" | Fin de cesión   | 0 €   |       |
| Airan Díaz       | 21 años | Mediocampista | UD Las Palmas "C" | Fin de cesión   | 0 €   |       |
| Mercado invernal |         |               |                   |                 |       |       |
| Josemi García    | 24 años | Mediocampista | Bandera de ?      | Baja            | 0 €   |       |

## Temporadas
| Temporada | Nivel | División     | Posición | Copa del Rey |
| --------- | ----- | ------------ | -------- | ------------ |
| 1966-67   | 6     | 3.ª Regional | 4.º      | -            |
| 1967-68   | 6     | 3.ª Regional | 2.º      | -            |
| 1968-69   | 5     | 2.ª Regional | 5.º      | -            |
| 1969-70   | 5     | 2.ª Regional | 10.º     | -            |
| 1970-71   | 5     | 2.ª Regional | 6.º      | -            |
| 1971-72   | 5     | 2.ª Regional | 10.º     | -            |
| 1972-73   | 5     | 2.ª Regional | 4.º      | -            |
| 1973-74   | 5     | 2.ª Regional | 8.º      | -            |
| 1974-75   | 5     | 2.ª Regional | 8.º      | -            |
| 1975-76   | 5     | 2.ª Regional | 3.º      | -            |
| 1976-77   | 5     | 2.ª Regional | 4.º      | -            |
| 1977-78   | 6     | 1.ª Regional | 11.º     | -            |
| 1978-79   | 7     | 2.ª Regional | 1.º      | -            |
| 1979-80   | 6     | 1.ª Regional | 2.º      | -            |
| 1980-81   | 5     | Preferente   | 1.º      | -            |
| 1981-82   | 4     | 3.ª División | 16.º     | -            |
| 1982-83   | 4     | 3.ª División | 15.º     | -            |
| 1983-84   | 4     | 3.ª División | 19.º     | -            |
| 1984-85   | 5     | Preferente   | 11.º     | -            |
| 1985-86   |       | No compitió  |          | -            |
| 1986-87   |       | No compitió  |          | -            |
| 1987-88   | 7     | 2.ª Regional | 2.º      | -            |
| 1988-89   | 6     | 1.ª Regional | 18.º     | -            |
| 1989-90   | 7     | 2.ª Regional | 2.º      | -            |
| 1990-91   | 6     | 1.ª Regional | 4.º      | -            |
| 1991-92   | 6     | 1.ª Regional | 15.º     | -            |
| 1992-93   | 7     | 2.ª Regional | 1.º      | -            |
| 1993-94   | 6     | 1.ª Regional | 13.º     | -            |
| 1994-95   | 6     | 1.ª Regional | 5.º      | -            |
| 1995-96   | 6     | 1.ª Regional | 18.º     | -            |
| 1996-97   | 7     | 2.ª Regional | 7.º      | -            |
| 1997-98   | 7     | 2.ª Regional | 15.º     | -            |
| 1998-99   | 7     | 2.ª Regional | 12.º     | -            |
| 1999-00   | 7     | 2.ª Regional | 14.º     | -            |

| Temporada | Nivel | División       | Posición | Copa del Rey  |
| --------- | ----- | -------------- | -------- | ------------- |
| 2000-01   | 7     | 2.ª Regional   | 1.º      | -             |
| 2001-02   | 6     | 1.ª Regional   | 4.º      | -             |
| 2002-03   | 6     | 1.ª Regional   | 15.º     | -             |
| 2003-04   | 7     | 2.ª Regional   | 11.º     | -             |
| 2004-05   | 7     | 2.ª Regional   | 8.º      | -             |
| 2005-06   | 7     | 2.ª Regional   | 7.º      | -             |
| 2006-07   | 7     | 2.ª Regional   | 15.º     | -             |
| 2007-08   | 7     | 2.ª Regional   | 3.º      | -             |
| 2008-09   | 6     | 1.ª Regional   | 18.º     | -             |
| 2009-10   | 7     | 2.ª Regional   | 12.º     | -             |
| 2010-11   |       | No compitió    |          | -             |
| 2011-12   |       | No compitió    |          | -             |
| 2012-13   |       | No compitió    |          | -             |
| 2013-14   |       | No compitió    |          | -             |
| 2014-15   |       | No compitió    |          | -             |
| 2015-16   | 7     | 2.ª Regional   | 1.º      | -             |
| 2016-17   | 6     | 1.ª Regional   | 1.º      | -             |
| 2017-18   | 5     | Preferente     | 1.º      | -             |
| 2018-19   | 4     | 3.ª División   | 1.º      | -             |
| 2019-20   | 4     | 3.ª División   | 4.º      | Segunda ronda |
| 2020-21   | 3     | 2.ª División B | 5.º/5.º  | -             |
| 2021-22   | 4     | 2.ª RFEF       | 18.º     | -             |
| 2022-23   | 5     | 3.ª División   | 9.º      | -             |
| 2023-24   | 5     | 3.ª División   | 10.º     | -             |
| 2024-25   | 5     | 3.ª División   | 3.º      | -             |
| 2025-26   | 5     | 3.ª División   |          | -             |

- Ascenso.
- Descenso.

## Datos del club

### Registro de temporadas
| Temporada | Nivel | Categoría    | PTS | PJ | PG | PE | PP | GF | GC  | Pº   |
| --------- | ----- | ------------ | --- | -- | -- | -- | -- | -- | --- | ---- |
| 1966-1967 | 6     | 3.ª Regional | 41  | 30 | 17 | 7  | 6  | 70 | 50  | 4.º  |
| 1967-1968 | 6     | 3.ª Regional | 48  | 30 | 21 | 6  | 3  | 69 | 17  | 2.º  |
| 1968-1969 | 5     | 2.ª Regional | 31  | 26 | 13 | 5  | 8  | 38 | 32  | 5.º  |
| 1969-1970 | 5     | 2.ª Regional | 22  | 26 | 9  | 4  | 13 | 37 | 39  | 10.º |
| 1970-1971 | 5     | 2.ª Regional | 28  | 26 | 9  | 10 | 7  | 45 | 38  | 6.º  |
| 1971-1972 | 5     | 2.ª Regional | 23  | 26 | 8  | 6  | 12 | 45 | 51  | 10.º |
| 1972-1973 | 5     | 2.ª Regional | 34  | 28 | 13 | 8  | 7  | 33 | 25  | 4.º  |
| 1973-1974 | 5     | 2.ª Regional | 31  | 30 | 13 | 5  | 12 | 39 | 43  | 8.º  |
| 1974-1975 | 5     | 2.ª Regional | 31  | 30 | 10 | 11 | 9  | 57 | 53  | 8.º  |
| 1975-1976 | 5     | 2.ª Regional | 39  | 30 | 15 | 9  | 6  | 49 | 37  | 3.º  |
| 1976-1977 | 5     | 2.ª Regional | 40  | 30 | 15 | 10 | 5  | 41 | 23  | 4.º  |
| 1977-1978 | 6     | 1.ª Regional | 15  | 22 | 5  | 5  | 12 | 33 | 42  | 11.º |
| 1978-1979 | 7     | 2.ª Regional | 36  | 22 | 15 | 6  | 1  | 45 | 16  | 1.º  |
| 1979-1980 | 6     | 1.ª Regional | 37  | 26 | 16 | 5  | 5  | 44 | 17  | 2.º  |
| 1980-1981 | 5     | Preferente   | 40  | 26 | 17 | 6  | 3  | 44 | 25  | 1.º  |
| 1981-1982 | 4     | 3.ª División | 34  | 38 | 11 | 12 | 15 | 43 | 65  | 16.º |
| 1982-1983 | 4     | 3.ª División | 33  | 38 | 12 | 9  | 17 | 55 | 74  | 15.º |
| 1983-1984 | 4     | 3.ª División | 17  | 38 | 4  | 9  | 25 | 33 | 116 | 19.º |
| 1984-1985 | 5     | Preferente   | 32  | 34 | 13 | 6  | 15 | 43 | 47  | 11.º |
| 1985-1986 | -     | No participó | -   | -  | -  | -  | -  | -  | -   | -    |
| 1986-1987 | -     | No participó | -   | -  | -  | -  | -  | -  | -   | -    |
| 1987-1988 | 7     | 2.ª Regional | 38  | 28 | 16 | 6  | 6  | 53 | 30  | 2.º  |
| 1988-1989 | 6     | 1.ª Regional | 16  | 34 | 5  | 6  | 23 | 31 | 78  | 18.º |
| 1989-1990 | 7     | 2.ª Regional | 51  | 34 | 21 | 9  | 4  | 75 | 24  | 2.º  |
| 1990-1991 | 6     | 1.ª Regional | 42  | 34 | 17 | 8  | 9  | 53 | 34  | 4.º  |
| 1991-1992 | 6     | 1.ª Regional | 27  | 34 | 7  | 13 | 14 | 34 | 54  | 15.º |
| 1992-1993 | 7     | 2.ª Regional | 57  | 34 | 26 | 5  | 3  | 79 | 19  | 1.º  |
| 1993-1994 | 6     | 1.ª Regional | 29  | 34 | 10 | 9  | 15 | 35 | 52  | 13.º |
| 1994-1995 | 6     | 1.ª Regional | 39  | 34 | 15 | 9  | 10 | 46 | 40  | 5.º  |
| 1995-1996 | 6     | 1.ª Regional | 18  | 34 | 4  | 6  | 23 | 21 | 63  | 18.º |
| 1996-1997 | 7     | 2.ª Regional | 54  | 30 | 16 | 6  | 8  | 57 | 55  | 7.º  |
| 1997-1998 | 7     | 2.ª Regional | 14  | 28 | 3  | 5  | 20 | 27 | 62  | 15.º |
| 1998-1999 | 7     | 2.ª Regional | 26  | 28 | 6  | 8  | 14 | 40 | 61  | 12.º |
| 1999-2000 | 7     | 2.ª Regional | 11  | 26 | 2  | 5  | 19 | 21 | 74  | 14.º |

| Temporada | Nivel | Categoría      | PTS | PJ | PG | PE | PP | GF  | GC  | Pº      |
| --------- | ----- | -------------- | --- | -- | -- | -- | -- | --- | --- | ------- |
| 2000-2001 | 7     | 2.ª Regional   | 70  | 30 | 21 | 7  | 2  | 67  | 22  | 1.º     |
| 2001-2002 | 6     | 1.ª Regional   | 58  | 34 | 17 | 7  | 10 | 81  | 49  | 4.º     |
| 2002-2003 | 6     | 1.ª Regional   | 42  | 34 | 12 | 6  | 16 | 49  | 62  | 15.º    |
| 2003-2004 | 7     | 2.ª Regional   | 26  | 28 | 7  | 5  | 16 | 49  | 87  | 11.º    |
| 2004-2005 | 7     | 2.ª Regional   | 50  | 32 | 12 | 8  | 12 | 56  | 57  | 8.º     |
| 2005-2006 | 7     | 2.ª Regional   | 36  | 28 | 11 | 3  | 14 | 45  | 54  | 7.º     |
| 2006-2007 | 7     | 2.ª Regional   | 26  | 32 | 6  | 8  | 18 | 38  | 76  | 15.º    |
| 2007-2008 | 7     | 2.ª Regional   | 81  | 34 | 29 | 0  | 5  | 117 | 38  | 3.º     |
| 2008-2009 | 6     | 1.ª Regional   | 15* | 36 | 5  | 3  | 28 | 40  | 122 | 18.º    |
| 2009-2010 | 7     | 2.ª Regional   | 21  | 24 | 6  | 3  | 15 | 32  | 59  | 12.º    |
| 2010-2011 | -     | No participó   | -   | -  | -  | -  | -  | -   | -   | -       |
| 2011-2012 | -     | No participó   | -   | -  | -  | -  | -  | -   | -   | -       |
| 2012-2013 | -     | No participó   | -   | -  | -  | -  | -  | -   | -   | -       |
| 2013-2014 | -     | No participó   | -   | -  | -  | -  | -  | -   | -   | -       |
| 2014-2015 | -     | No participó   | -   | -  | -  | -  | -  | -   | -   | -       |
| 2015-2016 | 7     | 2.ª Regional   | 60  | 22 | 19 | 3  | 0  | 90  | 11  | 1.º     |
| 2016-2017 | 6     | 1.ª Regional   | 90  | 32 | 29 | 3  | 0  | 110 | 15  | 1.º     |
| 2017-2018 | 5     | Preferente     | 90  | 36 | 29 | 3  | 4  | 105 | 29  | 1.º     |
| 2018-2019 | 4     | 3.ª División   | 67  | 38 | 18 | 13 | 7  | 61  | 33  | 1.º     |
| 2019-2020 | 4     | 3.ª División   | 53  | 28 | 15 | 8  | 5  | 49  | 31  | 4.º     |
| 2020-2021 | 3     | 2.ª División B | 33  | 24 | 7  | 12 | 5  | 23  | 20  | 5.º/5.º |
| 2021-2022 | 4     | 2.ª RFEF       | 25  | 34 | 6  | 7  | 21 | 36  | 64  | 18.º    |
| 2022-2023 | 5     | 3.ª División   | 38  | 30 | 10 | 8  | 12 | 33  | 33  | 9.º     |
| 2023-2024 | 5     | 3.ª División   | 41  | 34 | 11 | 8  | 15 | 42  | 56  | 10.º    |
| 2024-2025 | 5     | 3.ª División   | 63  | 34 | 18 | 9  | 7  | 48  | 29  | 3.º     |
| 2025-2026 | 5     | 3.ª División   | 0   |    |    |    |    |     |     |         |

### Trayectoria resumida
- Puesto en la clasificación histórica canaria: 21.º
- Temporadas en 2.ªRFEF: 2
  - Mejor puesto en 2.ªRFEF: 5.º (temporada 2020-21)
  - Peor puesto en 2.ªRFEF: 18.º (temporada 2021-22)
    - Partidos en 2.ªRFEF: 58.
    - Puntos en 2.ªRFEF: 58.
    - Victorias en 2.ªRFEF: 13.
    - Empates en 2.ªRFEF: 19.
    - Derrotas en 2.ªRFEF: 26.
    - G.F. en 2.ªRFEF: 59.
    - G.C. en 2.ªRFEF: 84.

- Temporadas en 3.ªRFEF: 9 (incluye la 25/26)
  - Mejor puesto en 3.ªRFEF: 1.º (temporada 18-19)
  - Peor puesto en 3.ªRFEF: 19.º (temporada 83-84)
    - Partidos en 3.ªRFEF: 278.
    - Puntos en 3.ªRFEF: 346.
    - Victorias en 3.ªRFEF: 99.
    - Empates en 3.ªRFEF: 76.
    - Derrotas en 3.ªRFEF: 103.
    - G.F. en 3.ªRFEF: 364.
    - G.C. en 3.ªRFEF: 437.

- Temporadas en Preferente: 3
  - Mejor puesto en Preferente: 1.º (temporadas 1980/81 y 2017/18)
  - Peor puesto en Preferente: 11.º (temporada 1984/85)
- Temporadas en 1.ª Regional: 12 
  - Mejor puesto en 1.ª Regional: 1.º (temporada 2016/17)
  - Peor puesto en 1.ª Regional: 18.º (temporadas 1988/89, 1995/96 y 2008/09)
- Temporadas en 2.ª Regional: 24 
  - Mejor puesto en 2.ª Regional: 1.º (temporadas 1992/93, 2000/01 y 2015/16)
  - Peor puesto en 2.ª Regional: 15.º (temporadas 1997/98 y 2006/07)
- Temporadas en 3ª Regional: 2 
  - Mejor puesto en 3ª Regional: 2.º (temporada 1967/68)
  - Peor puesto en 3ª Regional: 4.º (temporada 1966/67)

- Goleadas conseguidas y recibidas
  - Mayor goleada conseguida como local:
    - U. D. Tamaraceite 11-0 CD Casablanca 2015/16 segunda regional y U. D. Tamaraceite 12-1 C. F.  Padres Paúles 2007/08 segunda regional

  - Mayor goleada conseguida como visitante:
    - PP San Mateo "B" 0-9 U. D. Tamaraceite 2016/17 primera regional

  - Mayor goleada encajada como local:
    - U. D. Tamaraceite 0-5 CD Mensajero 1983/84 tercera división, U. D. Tamaraceite 0-5 UJ Costa Ayala 2008/09 primera regional

  - Mayor goleada encajada como visitante:
    - AD Huracán 13-0 U. D. Tamaraceite 1999/00 segunda regional

## Jugadores

### Máximos goleadores desde 2017
| Pos | Jugador                           | Total | Liga | Playoff | Copa |   |                        |    |    |   |   |
| --- | --------------------------------- | ----- | ---- | ------- | ---- | - | ---------------------- | -- | -- | - | - |
| Pos | Jugador                           | Total | Liga | Playoff | Copa | 1 | Eros A. Delgado Macías | 77 | 76 | 0 | 1 |
| 2   | F. David González Borges          | 30    | 28   | 2       | 0    |   |                        |    |    |   |   |
| 3   | F. Asdrúbal Padrón Hernández      | 28    | 27   | 0       | 1    |   |                        |    |    |   |   |
| 4   | Daniel "Zizu" Tejera Pérez        | 25    | 24   | 0       | 1    |   |                        |    |    |   |   |
| 5   | Samuel Casais Ojeda               | 18    | 18   | 0       | 0    |   |                        |    |    |   |   |
| 6   | Jonay M. "Romario" Díaz Nolasco   | 16    | 16   | 0       | 0    |   |                        |    |    |   |   |
| 7   | José María López de Silva Sánchez | 15    | 13   | 2       | 0    |   |                        |    |    |   |   |
| 7   | Saúl Sánchez Morales              | 15    | 15   | 0       | 0    |   |                        |    |    |   |   |
| 8   | Aythami Álvarez González          | 13    | 13   | 0       | 0    |   |                        |    |    |   |   |
| 9   | Borja M. Sebe Site                | 10    | 10   | 0       | 0    |   |                        |    |    |   |   |
| 10  | Alberto Rodríguez Martín          | 9     | 9    | 0       | 0    |   |                        |    |    |   |   |
| 11  | Jonathan Viera Otero              | 9     | 9    | 0       | 0    |   |                        |    |    |   |   |
| 12  | Héctor M. "Choco" Ortega Sánchez  | 8     | 8    | 0       | 0    |   |                        |    |    |   |   |
| 12  | F. Carlos González Cabrera        | 8     | 8    | 0       | 0    |   |                        |    |    |   |   |
| 12  | David García Santana              | 8     | 7    | 1       | 0    |   |                        |    |    |   |   |
| 12  | Andrés Rivero Alemán              | 8     | 7    | 1       | 0    |   |                        |    |    |   |   |

Datos actualizados al último partido jugado el 7 de julio de 2025.
En azul claro los jugadores que aún siguen en el club 
El futbolista Eros Delgado es el único que tiene sus estadísticas goleadoras desde 2015/16

### Más partidos disputados desde 2015
| Pos | Jugador                           | Total | Liga | Playoff | Copa |   |                                 |     |     |   |   |
| --- | --------------------------------- | ----- | ---- | ------- | ---- | - | ------------------------------- | --- | --- | - | - |
| Pos | Jugador                           | Total | Liga | Playoff | Copa | 1 | Juan Andrés Montesdeoca Marrero | 248 | 240 | 4 | 2 |
| 2   | Eros A. Delgado Macías            | 241   | 231  | 8       | 2    |   |                                 |     |     |   |   |
| 3   | Daniel "Zizu" Tejera Pérez        | 200   | 192  | 6       | 2    |   |                                 |     |     |   |   |
| 4   | F. David González Borges          | 197   | 189  | 6       | 2    |   |                                 |     |     |   |   |
| 5   | Alejandro Pérez Vizcaíno          | 185   | 180  | 3       | 2    |   |                                 |     |     |   |   |
| 6   | Aythami J. Álvarez González       | 150   | 144  | 4       | 2    |   |                                 |     |     |   |   |
| 6   | Julio Báez Paiser                 | 150   | 142  | 6       | 2    |   |                                 |     |     |   |   |
| 8   | José María López de Silva Sánchez | 138   | 132  | 6       | 0    |   |                                 |     |     |   |   |
| 9   | David García Santana              | 130   | 122  | 6       | 2    |   |                                 |     |     |   |   |
| 10  | José María Macías Henríquez       | 110   | 107  | 3       | 0    |   |                                 |     |     |   |   |
| 10  | Ramsés Perdomo Ramos              | 110   | 107  | 3       | 0    |   |                                 |     |     |   |   |
| 12  | Alberto Rodríguez Martín          | 105   | 97   | 6       | 2    |   |                                 |     |     |   |   |
| 13  | F. Asdrúbal Padrón Hernández      | 102   | 99   | 2       | 1    |   |                                 |     |     |   |   |
| 14  | Samuel Casais Ojeda               | 89    | 82   | 5       | 2    |   |                                 |     |     |   |   |
| 15  | Bruno García Roque                | 83    | 79   | 4       | 0    |   |                                 |     |     |   |   |

Datos actualizados al último partido jugado el 6 de julio de 2025.
En azul claro los jugadores que aún siguen en el club

### Más temporadas disputadas desde 2015
| Pos | Jugador                           | Temporadas                        | Años |   |                        |                 |    |
| --- | --------------------------------- | --------------------------------- | ---- | - | ---------------------- | --------------- | -- |
| Pos | Jugador                           | Temporadas                        | Años | 1 | Eros A. Delgado Macías | 2015-16/2024-25 | 10 |
| 1   | Juan Andrés Montesdeoca Marrero   | 2015-16/2024-25                   | 10   |   |                        |                 |    |
| 1   | Alejandro Pérez Vizcaíno          | 2015-16/2023-24                   | 9    |   |                        |                 |    |
| 4   | F. David González Borges          | 2016-17/2023-24                   | 8    |   |                        |                 |    |
| 4   | Daniel "Zizu" Tejera Pérez        | 2016-17/2019-20 y 2021-22/2024-25 | 8    |   |                        |                 |    |
| 6   | Aythami J. Álvarez González       | 2017-18/2023-24                   | 7    |   |                        |                 |    |
| 7   | Jordan J. Hernández Capdevila     | 2015-16/2020-21                   | 6    |   |                        |                 |    |
| 7   | Julio Báez Paiser                 | 2019-20/2024-25                   | 6    |   |                        |                 |    |
| 9   | José María López de Silva Sánchez | 2018-19/2022-23                   | 5    |   |                        |                 |    |
| 9   | David García Santana              | 2019-20/2020-21 y 2022-23/2024-25 | 5    |   |                        |                 |    |

Datos actualizados al último partido jugado el 19 de agosto de 2024.
En azul claro los jugadores que aún siguen en el club

## Entrenadores desde 2015

### Orden por más partidos
| Pos | Entrenador       | Carrera               | Partidos | PG | PE | PP |
| --- | ---------------- | --------------------- | -------- | -- | -- | -- |
| 1   | Chus Trujillo    | 2017-2021             | 123      | 64 | 36 | 23 |
| 2   | Ibán Rodríguez   | 2015-2017 y 2022-2023 | 88       | 64 | 12 | 12 |
| 3   | Iván Martín      | 2023-actual           | 61       | 27 | 16 | 18 |
| 4   | Pachi Castellano | 2021-2022             | 34       | 6  | 7  | 21 |
| 5   | Víctor Afonso    | 2022                  | 14       | 4  | 5  | 5  |

Datos actualizados al último partido jugado el 29 de junio de 2025.
Lista de entrenadores desde la temporada 2015-16
En negrita entrenador en el cargo actualmente

## Presidencia y junta directiva

### Presidencia
| N.º | Presidente                    | Período           |
| --- | ----------------------------- | ----------------- |
| 1   | José Tejera Santana           | 1966-67 y 1975-76 |
| 2   | Juan Guedes Rodríguez         | 1967-70           |
| 3   | Juan Bautista Suárez Calderín | 1971-75           |
| 4   | Antonio Tejera Santana        | 1976-80           |
| 5   | Antonio Suárez Santana        | 1980-85           |
| 6   | Lorenzo García                | 1987-89           |
| 7   | José Luis Hernández           | 1989-98           |
| 8   | Armando Santana Santana       | 1998-2010         |
| 9   | Héctor Ramírez Alonso         | 2013-actualmente  |

### Junta directiva

#### Consejo de Administración
- Presidente:
  -  Héctor Ramírez.

- Director Deportivo:
  -  Pachi Castellano.

- Delegado:
  -  Gustavo Mujica.

## Cantera

### U. D. Tamaraceite Atlético
Comenzó a competir en 1981 debido al ascenso de la U. D. Tamaraceite a tercera división y después de 4 temporadas dejó de competir, ya que la U. D. Tamaraceite se retiró de categorías regionales.